# کولتوک (گوموش‌حاجی‌کوی)
کولتوک (به ترکی استانبولی: Koltuk) یک منطقهٔ مسکونی در ترکیه است که در گوموش‌حاجی‌کوی واقع شده‌است.